# Vittorio Ghielmi
Vittorio Ghielmi (Milano, ...) è un musicista e direttore d'orchestra italiano.

## Biografia
Vittorio Ghielmi è un musicista italiano (viola da gamba), direttore d'orchestra, compositore Paragonato dalla critica a Jasha Heifetz ("Diapason") per il suo virtuosismo e descritto come "Un alchimista del suono" ("Diario de Sevilla") per l'intensità e la versatilità delle sue interpretazioni musicali, Vittorio Ghielmi si è fatto notare ancora giovanissimo per il suo nuovo approccio alla viola da gamba e al suono del repertorio di musica antica. È professore di viola da gamba e capo del Dipartimento di Musica Antica presso l'Università Mozarteum di Salisburgo e Visiting Professor presso il Royal College di Londra. È laureato (Docteur ès lettres) presso l'Università Cattolica di Milano.

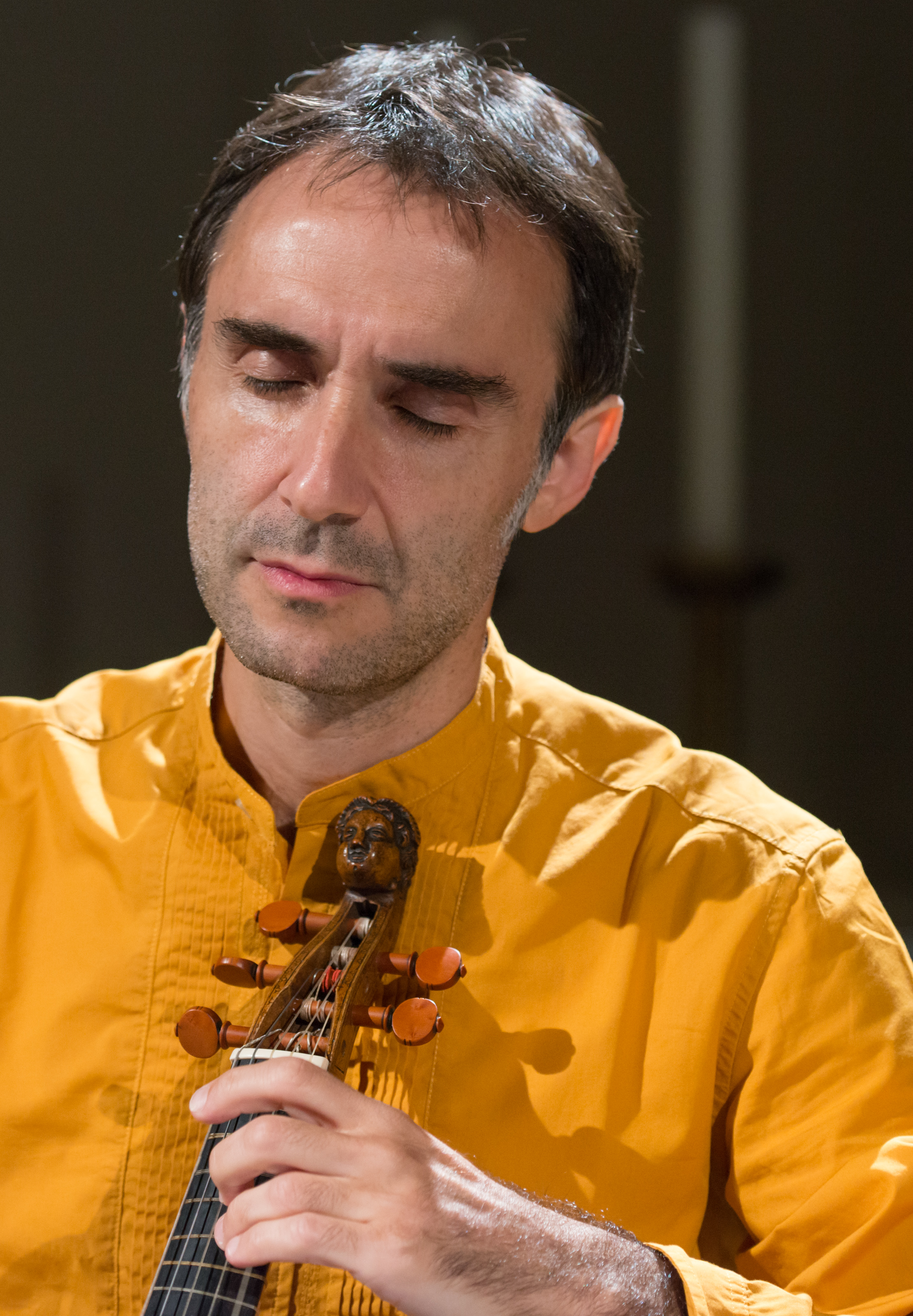
Vittorio Ghielmi

È nato a Milano, dove da bambino ha iniziato lo studio della musica con il violino (insegnante Dora Piatti) e successivamente con la viola da gamba. Nel 1995 è stato vincitore del "Concorso Internazionale Romano Romanini per strumenti ad arco" (Brescia). Il suo lavoro sul campo all'interno di antiche tradizioni musicali sopravvissute in parti dimenticate del mondo e l'apporto di nuove prospettive all'interpretazione della "musica antica" europea lo hanno portato a ricevere il "Premio Erwin Bodky" (Cambridge, Massachusetts USA 1997). Ha studiato viola da gamba con Roberto Gini (Accademia Internazionale della Musica, Milano), Wieland Kuijken (Conservatorio Reale, Bruxelles) e Christophe Coin (Parigi). La collaborazione con il costruttore di strumenti, ingegnere e umanista Luc Breton (CH) e con molti musicisti di tradizioni extraeuropee (India, Afghanistan, America Latina) è stata fondamentale per la sua carriera musicale.
Come solista di viola da gamba o direttore d'orchestra, ha suonato con molte delle orchestre più famose sia nel campo della musica classica che in quello della musica antica (Los Angeles Philharmonic Orchestra - con cui ha eseguito un Concerto di Graun all'Hollywood Bowl; la London Philharmonia, il Wiener-Concertverein, Il Giardino Armonico, la freiburger Barock orchester, Akamus ecc.) Si esibisce in recital in duo con il fratello Lorenzo Ghielmi e con Luca Pianca, nelle sale più importanti (Musikverein Wien, Berliner Philharmoniker Hall, Casals Hall Tokio etc.). Come solista o camerista, ha condiviso il palco con artisti come Gustav Leonhardt (in duo), Cecilia Bartoli, Andràs Schiff, Thomas Quasthoff, Mario Brunello, Viktoria Mullova, Giuliano Carmignola, Christophe Coin, Reinhard Goebel, Giovanni Antonini, Ottavio Dantone, Enrico Bronzi ecc. È uno dei rarissimi musicisti di viola da gamba regolarmente invitati ad apparire come solista con l'orchestra.
È stato invitato a suonare in prima mondiale di molte nuove composizioni, molte delle quali gli sono state dedicate (Kevin Volans, White man's sleep, Teatro Regio di Torino; Nadir Vassena, Bagatelle trascendentali per viola da gamba, liuto e orchestra, Berliner Philharmoniker Hall, 2006; Uri Caine "Concerto per viola da gamba e orchestra", Concertgebouw di Amsterdam e Bozar Bruxelles 2008; Caine Concerto per viola da gamba, corno di bassetto e orchestra, Passau 2012 etc.). Dal 2007 al 2011 è stato assistente di Riccardo Muti al Festival di Salisburgo. Nel 2007 ha ideato con la cantante argentina Graciela Gibelli e diretto uno spettacolo, basato su "Membra Jesu Nostri" di Buxtehude, con il regista americano Marc Reshovsky (Hollywood) e il coro svedese "Rilke Ensemble" (G.Eriksson); il progetto è stato prodotto dalla Semana de musica religiosa de Cuenca (Madrid) e portato poi al Musikfest Stuttgart nel 2010. Nel 2009 ha eseguito per tre sere l'integrale delle opere di Forqueray per viola da gamba al De Bijloke di Gand (B). È stato artista in residenza al Musikfest Stuttgart 2010, al festival di Segovia 2011 e al Bozar Bruxelles 2011. Nel 2012 ha diretto la Musica d'acqua di Handel al Festival di Portogruaro (Venezia) con uno spettacolo sul fiume Lemene ideato da Monique Arnaud. Nel 2018 ha diretto l'Opera Pygmalion di Rameau al Drottningholms Slottsteater (Stoccolma), con la regia di Saburo Teshigawara; la nuova concezione di questo spettacolo è stata così descritta dal Financial Times (3 agosto 2018): "Nella loro nuova produzione per il Drottningholm Slottsteater, il danzatore e coreografo giapponese Saburo Teshigawara e il direttore d'orchestra e musicista di viola da gamba italiano Vittorio Ghielmi creano un autentico capolavoro che combina una squisita produzione musicale con una danza sperimentale e moderni effetti di luce con la tecnologia scenica unica del XVIII secolo del teatro. Era da tempo che il teatro non veniva utilizzato in modo così meraviglioso e innovativo".
Il suo ensemble, IL SUONAR PARLANTE ORCHESTRA, si dedica a una nuova indagine del repertorio di musica antica e alla creazione di nuove realtà musicali (vedi pagina e link in questo sito). L'ensemble si è esibito anche con importanti jazzisti come Kenny Wheeler, Uri Caine, Jim Black, Don Byron, Markus Stockhausen, Nguyen Lê e Achille Succi; cantanti jazz e blues come Cristina Zavalloni e Barbara Walker; cantanti pop come Vinicio Capossela; e stelle del flamenco come Carmen Linares. Diversi jazzisti e compositori hanno scritto nuova musica per Il Suonar Parlante. L'ensemble collabora anche con musicisti della tradizione asiatica, come i virtuosi afghani dell'"Ensemble Kaboul" (Khaled Arman).
La collaborazione di Ghielmi con i suonatori tradizionali e in particolare con i cantori tradizionali sardi del Cuncordu de Orosei, che lo ha portato a una nuova visione della musica antica europea, è documentata nel film The Heart of Sound, BFMI (Salzburg-Hollywood). [6] Ha effettuato numerose registrazioni, vincendo molti premi (per etichette come Winter&Winter, Harmonia Mundi, Teldec, Decca, Sony, Auvidis, Opus 111, Passacaille, Alpha Outhere etc.) coprendo tutti gli stili musicali e l'intero repertorio violistico; quattro CD sono dedicati ai concerti virtuosistici per gamba di Johan Gottlieb Graun (1702-1771). Di recente pubblicazione sono il Cd Gypsy Baroque con la cantante Graciela Gibelli, il cimbalista Marcel Comendant e il violinista improvvisatore Stanislav Palúch[7] ed il cd Le Secret de M. Marais dedicato interamente alla musica di Marin Marais ed ai nuovi segni segreti del maestro francese, scoperti e decifrati da Vittorio Ghielmi e Christoph Urbanetz (v. sotto).
Oltre alla sua attività di strumentista e direttore d'orchestra, è stato spesso richiesto come arrangiatore e compositore. Il cd The Passion of Musick (con Dorothee Oberlinger), dedicato alla musica "celtica" e contenente suoi arrangiamenti e composizioni, ha vinto nel 2015 l'ECHO Klassic Preis.
Vittorio Ghielmi, oltre alla cattedra presso la Mozarteum Universität di Salisburgo, tiene regolarmente masterclass in Accademie e Università di tutto il mondo (Juilliard School, Royal College di Londra, Università Sinclética di Barcellona, Conservatorio Reale di Bruxelles, Akademie der Kunst di Berlino ecc.). Presso il Politecnico della cultura, delle arti e delle lingue di Milano ha organizzato una serie di conferenze e concerti incentrati sulle tecniche strumentali della musica antica e sulla loro sopravvivenza nelle tradizioni musicali "etniche". Ha pubblicato studi e articoli su musiche e partiture inedite (Fuzeau, Minkoff, Ut Orpheus), nonché un metodo per viola da gamba noto in tutto il mondo (con Paolo Biordi). Attualmente sta pubblicando l'edizione completa dei concerti per viola da gamba di Johan Gottlieb Graun e dirige la ricerca musicale di "Libroforte-Fine Music Editions". In preparazione uno studio musicologico sui "segni segreti" di Marin Marais in collaborazione con Christoph Urbanetz. Vittorio Ghielmi suona tra l'altro un basso di viola di Michel Colichon, Parigi 1688 ed uno di Luc Breton (Morges 2007).

## Discografia incompleta
- Bagpipes from Hell — Music for Viola da gamba, Lyra-viol, Lute, and Ceterone. 17th and 18th century (Vittorio Ghielmi, Luca Pianca, 1999)
- Pièces de caractère — Works by: Marais, Forqueray, Mouton, Dollé, Caix d'Hervelois, De Visée (Vittorio Ghielmi, Luca Pianca, 2002)
- Short Tales for a Viol — English lyra-viol music of the 17th century (Vittorio Ghielmi)
- Duo - German Music for Lute & Viol (Vittorio Ghielmi, Luca Pianca)
- Full of Colour (V. Ghielmi, E. Reijseger, Il Suonar Parlante)
- Johann Sebastian Bach — Preludi ai corali (Vittorio Ghielmi, Italian Viola da Gamba Quartet)
- Telemann, Georg Philipp — Chamber Music with Viola Da Gamba (Ensemble Baroque de Limoges)
- Devil's Dream (Ghielmi, Pianca, Gibelli)
- Johann Sebastian Bach — Sonatas, Preludes and Fugues
- Villa Medici - Nata per la musica Bern, Beschi, Caine
- Carl Philipp Emanuel Bach — Lieder zum singen bey dem Clavier
- Johann Gottlieb Graun — Konzertante Musik mit Viola da Gamba
- J. S. Bach: Sonatas for Viola da Gamba & Harpsichord, Vittorio Ghielmi (viola da gamba), Lorenzo Ghielmi (fortepiano). Also includes Bach Preludes & Fugues, 1998, [Lorenzo is Vittorio's older brother]
- C. P. E. Bach: Lieder - Zum singen bey dem clavier — Ursula Fiedler (soprano) Lorenzo Ghielmi (clavier), Vittorio Ghielmi (viola da gamba), Ars Musici, 1999
- Der Kastanienball — Vittorio Ghielmi, Il Suonar Parlante — Prinzregenten Theater, Munchen, Germany (2004).
- Dalla Casa: Il Secondo Libro dei Madrigali — Il Terzo Suono Balconi, Dalla Casa, Fabris, Fagotto, Fedi
- Graun: Concerti — Ponseele, Il Gardellino Ensemble
- Graun: Concerti CPO
- Marin Marais: La Force et la Douceur, Pièces de viole, V. Ghielmi and Luca Pianca, Passacaille, 2010
- Barbarian Beauty, Concertos for viola da gamba and orchestra, (Graun, Telemann, Tartini and Vivaldi: the gypsy side), with Marcel Comendant (cymbalon), Dorothee Oberlinger recorder, M.Hirasaki, violin and "Il Suonar Parlante Orchestra", Passacaille 2011
- La Force et la douceur, Music by Marin Marais, Vittorio Ghielmi and Luca Pianca, Passacaille ed. https://www.amazon.fr/Marais-Force-douceur-Ghielmi-Pianca/dp/B002ARVI2K
- Forqueray le diable Vittorio Ghielmi, Lorenzo Ghielmi, Rodney Prada, Luca Pianca, Passacaille ed.https://www.amazon.it/Forqueray-Diable-Passacaille-Vittorio-Ghielmi/dp/B019GM1P24
- Gypsy Baroque, Alpha, Vittorio Ghielmi IL SUONAR PARLANTE ORCHESTRA, https://outhere-music.com/de/albums/gypsy-baroque-alpha-392
- “Le Secret de Marais", Alpha, Vittorio Ghielmi IL SUONAR PARLANTE ORCHESTRA, https://www.prestomusic.com/classical/products/8767668--le-secret-de-monsieur-marais With Uri Caine
- The Goldberg Variations (Winter & Winter, 2000)